# جامعة وايكاتو
جامعة وايكاتو هي جامعة عامة في نيوزيلندا تأسست عام 1964. تقع في مدينة هاميلتون.
تخرجت من الجامعة أصغر رئيسة وزراء نيوزلندية و أصغر امرأة تشغل منصب رئيسة وزراء في العالم وهي جاسيندا أرديرن عام 2001.

## معرض صور

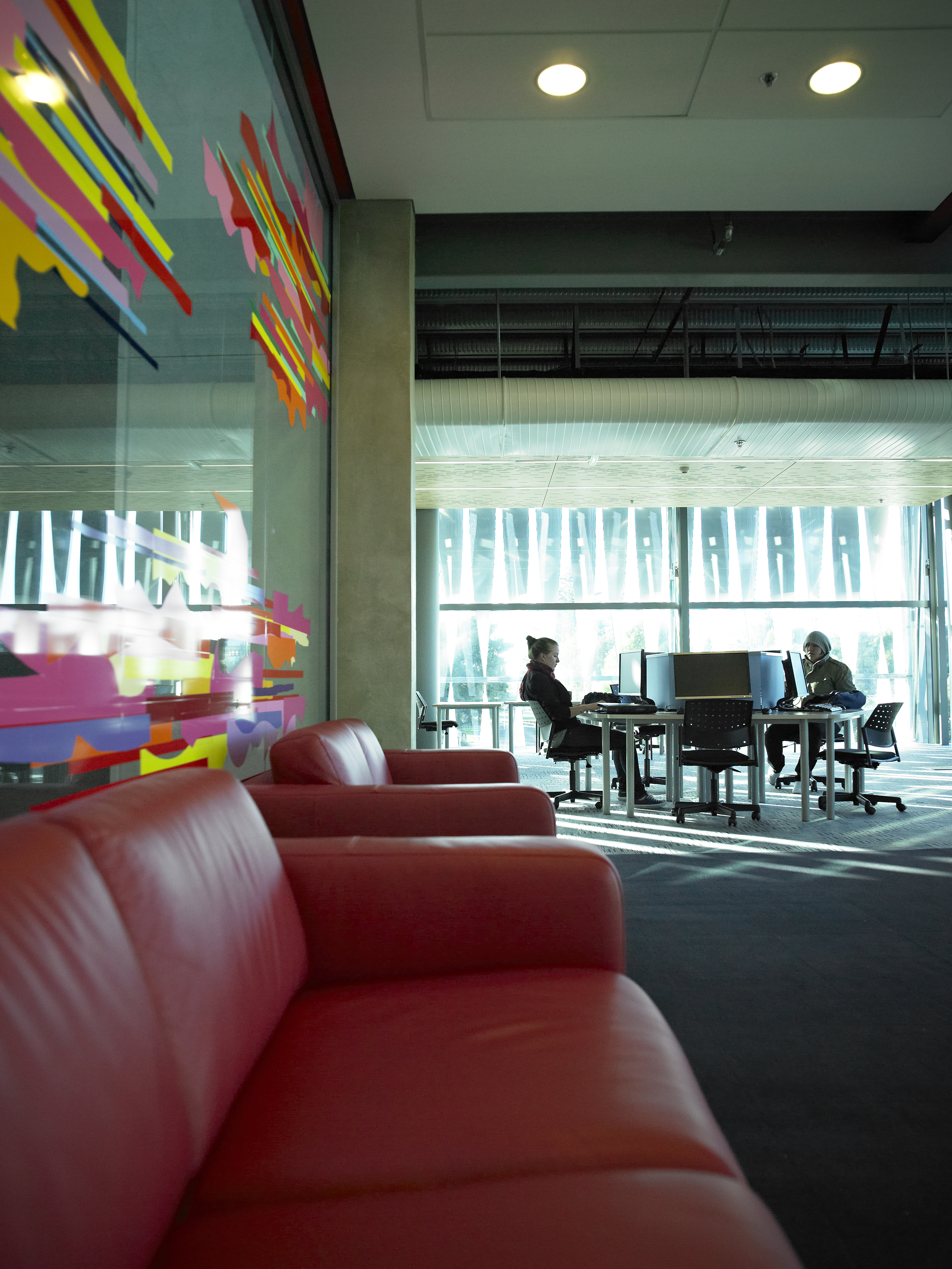
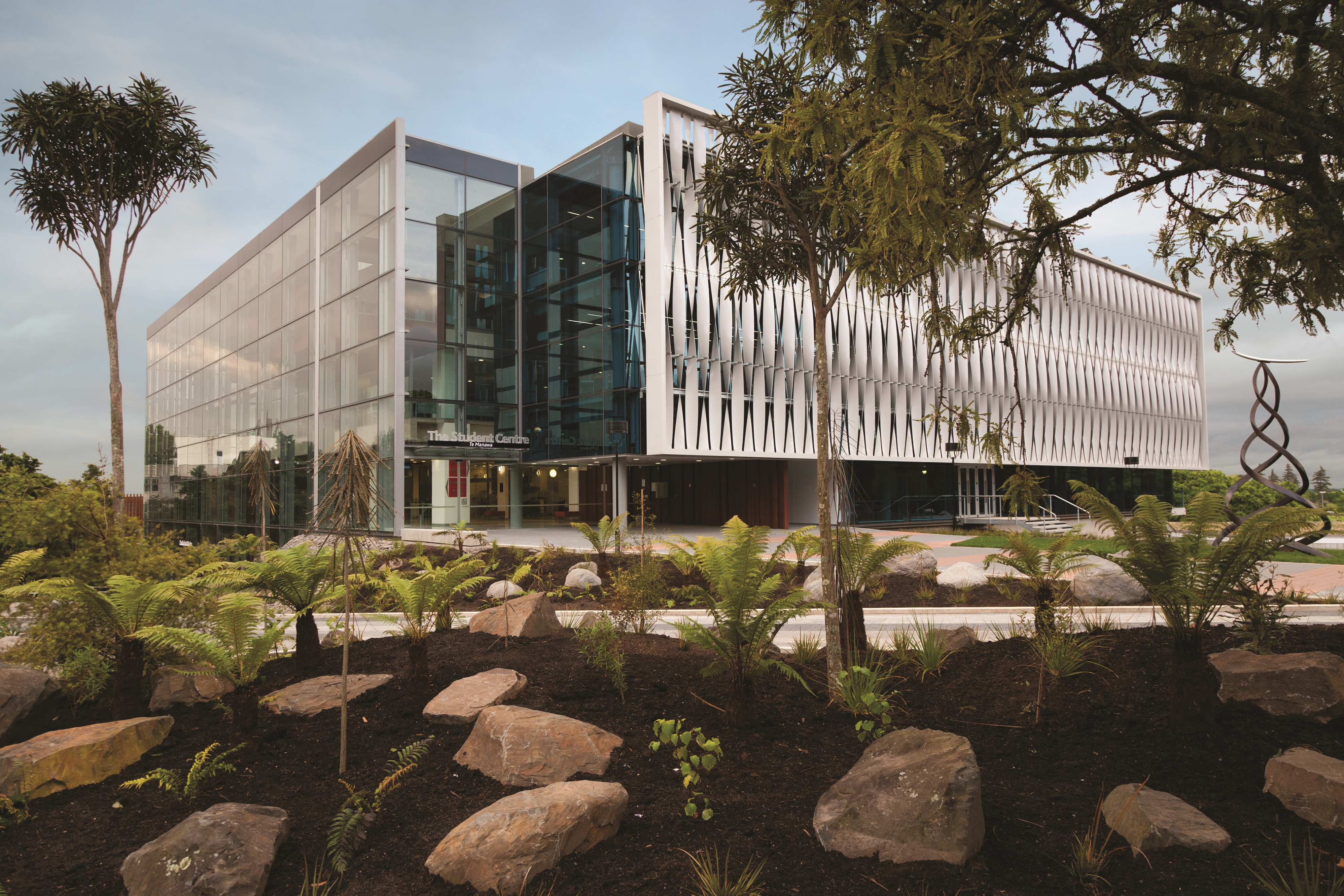
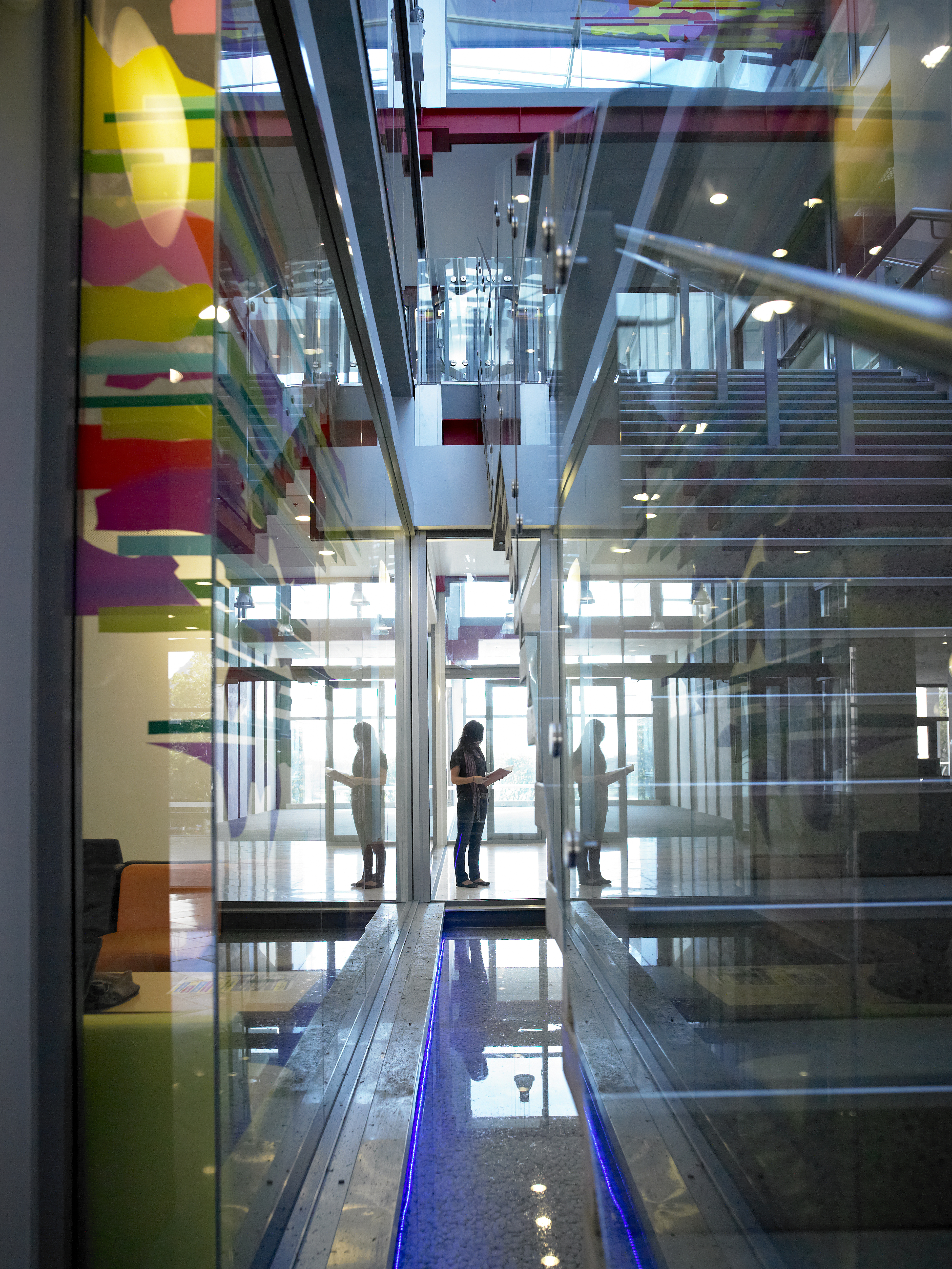
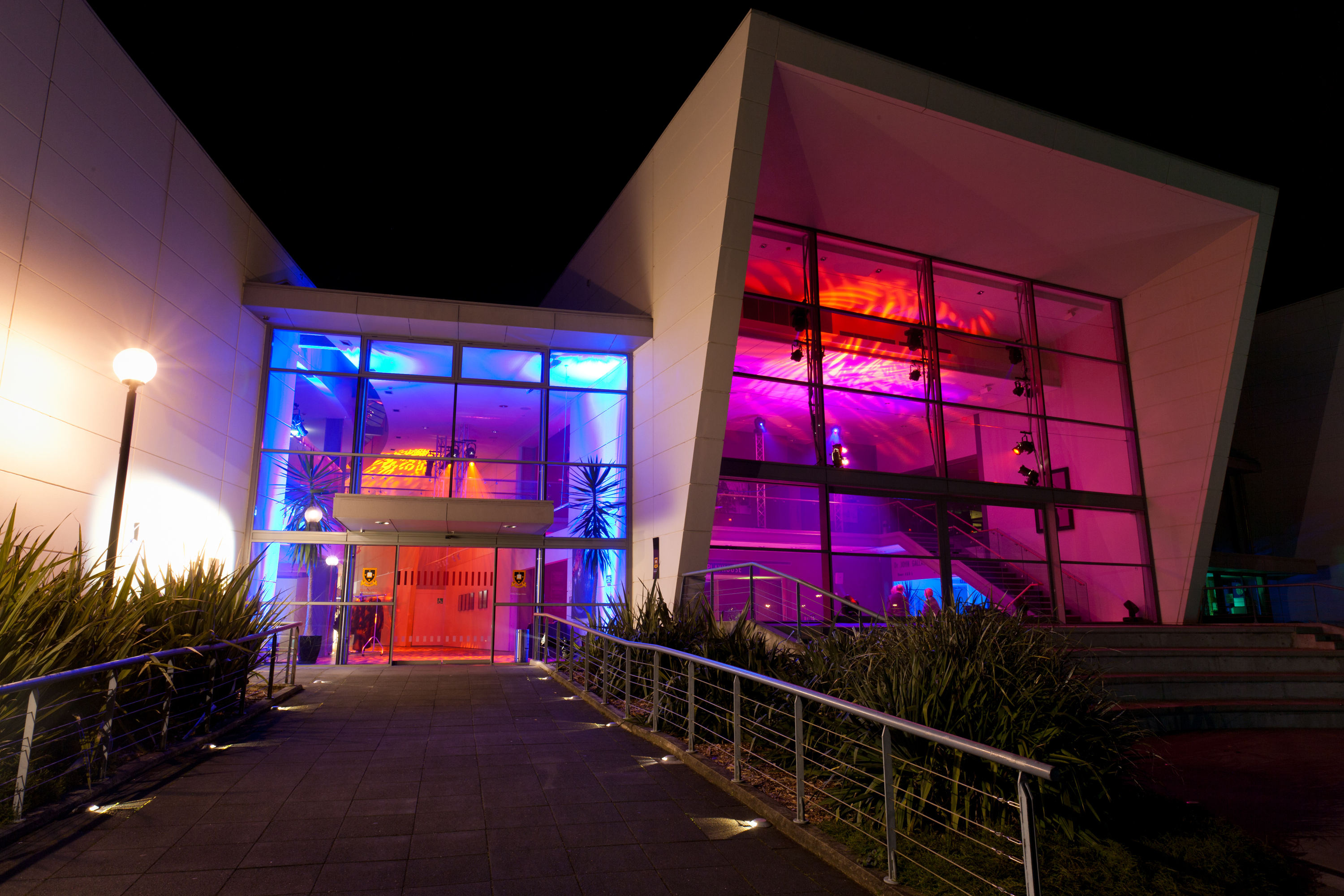
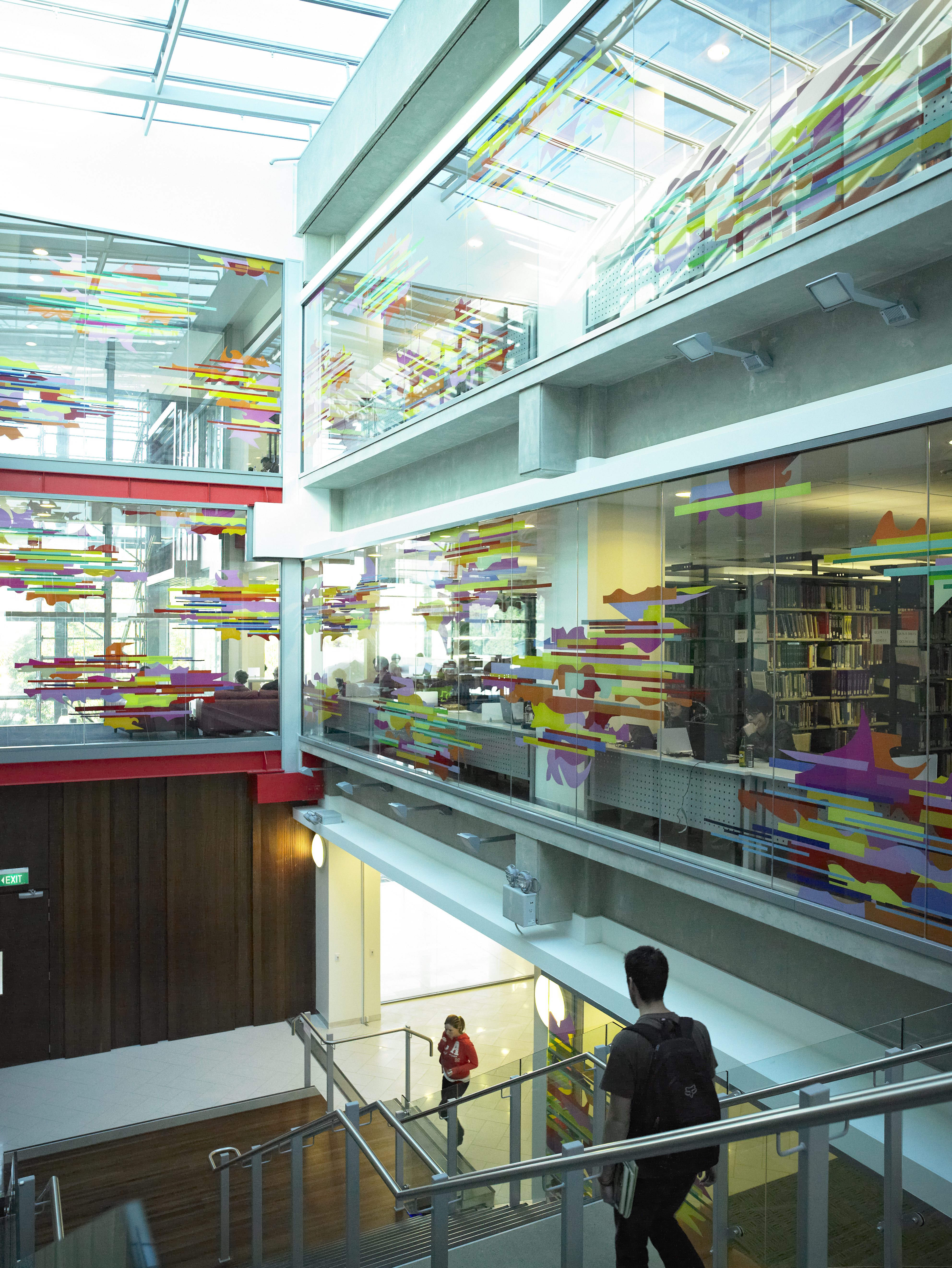

## إحصائيات
يبلغ عدد طلاب الجامعة 9,904 طالب.